# Bruno Vale
Bruno Miguel Esteves Vale (Mafamude, Portugal, 8 de abril de 1983) es un futbolista portugués. Juega de portero y su actual equipo es el UD Oliveirense de la Segunda División de Portugal. 

## Selección nacional
Ha sido internacional con la selección de fútbol de Portugal, ha jugado un partido internacional.

## Clubes
| Club                        | País     | Año       |
| --------------------------- | -------- | --------- |
| FC Porto                    | Portugal | 2001-2010 |
| Estrela da Amadora (cedido) | Portugal | 2005-2006 |
| União Leiria (cedido)       | Portugal | 2006-2007 |
| Varzim SC (cedido)          | Portugal | 2007-2008 |
| Vitória Setúbal (cedido)    | Portugal | 2008-2009 |
| Os Belenenses (cedido)      | Portugal | 2009-2010 |
| UD Oliveirense              | Portugal | 2010-2012 |
| Apollon Limassol            | Chipre   | 2012-2019 |
| UD Oliveirense              | Portugal | 2019-     |

## Palmarés

### Títulos nacionales
| Título              | Club             | País   | Año  |
| ------------------- | ---------------- | ------ | ---- |
| Copa de Chipre      | Apollon Limassol | Chipre | 2013 |
| Copa de Chipre      | Apollon Limassol | Chipre | 2016 |
| Supercopa de Chipre | Apollon Limassol | Chipre | 2016 |
| Copa de Chipre      | Apollon Limassol | Chipre | 2017 |
| Supercopa de Chipre | Apollon Limassol | Chipre | 2017 |